# John Carney
John Carney (hay John Charles Carney Jr., sinh ngày 20 tháng 5 năm 1956), người Mỹ gốc Ireland, là một chính trị gia Hoa Kỳ. Ông hiện là Thống đốc thứ 74 của tiểu bang Delaware, tại vị từ năm 2017. Ông nguyên là Hạ nghị sĩ Hạ viện Hoa Kỳ, đại diện cho khu vực bầu cử chung của Delaware từ năm 2011 đến năm 2017; nguyên Phó Thống đốc thứ 24 của Delaware từ năm 2001 đến năm 2009, Bộ trưởng Tài chính Delaware. Ông đã từng không thành công trong việc tranh cử ứng viên Thống đốc của Đảng Dân chủ vào năm 2008 trước Jack Markell; quay trở lại lại tranh cử Thống đốc vào năm 2016 và giành chiến thắng, kế nhiệm Jack Markell. Ông tái đắc cử vào năm 2020, đánh bại Julianne Murray của Đảng Cộng hòa với 59,5% phiếu bầu.
John Carney là Đảng viên Đảng Dân chủ, học vị Thạc sĩ Quản lý hành chính công, chính trị gia tự do. Ông từng là một vận động viên bộ môn bóng bầu dục Hoa Kỳ trong thời thanh niên.

## Xuất thân, giáo dục và thời kỳ đầu
John Carney sinh ra ở thành phố Wilmington, Delaware và lớn lên ở Claymont, quận New Castle, Delaware; tên khai sinh là John Charles Carney Jr., là con thứ hai trong số chín người con của Ann Marie (nhũ danh Buckley) và John Charles "Jack" Carney (1925 – 2014). Bố mẹ của ông đều là nhà giáo dục, ông bà cố nhập cư từ Ireland. John Carney theo học phổ thông Wilmington, Trường Trung học St. Mark's. Trong thời niên thiếu, ông yêu thích môn bóng bầu dục Mỹ, trở thành một thành viên của đội tuyển trưởng. Ông thi đấu ở vị trí tiền vệ chính (QR) trong giải vô địch tiểu bang năm 1973, và giành được danh hiệu All-Ivy League và danh hiệu Cầu thủ xuất sắc nhất nhất trong môn bóng bầu dục tại Đại học Dartmouth, nơi ông tốt nghiệp năm 1978. Khi còn là sinh viên tại Dartmouth, ông đã tham gia nhóm huynh đệ Beta Alpha Omega tại địa phương. Sau đó, ông đã huấn luyện môn bóng đá cho sinh viên năm nhất tại Đại học Delaware, đồng thời lấy bằng Thạc sĩ Quản lý công. Trong thời kỳ đầu của sự nghiệp sau khi tốt nghiệp thạc sĩ, ông từng là Phó Giám đốc Hành chính của quận New Castle và là Bộ trưởng Tài chính kiêm Phó Chánh văn phòng cho Thống đốc Delaware Tom Carper.

## Phó Thống đốc Delaware

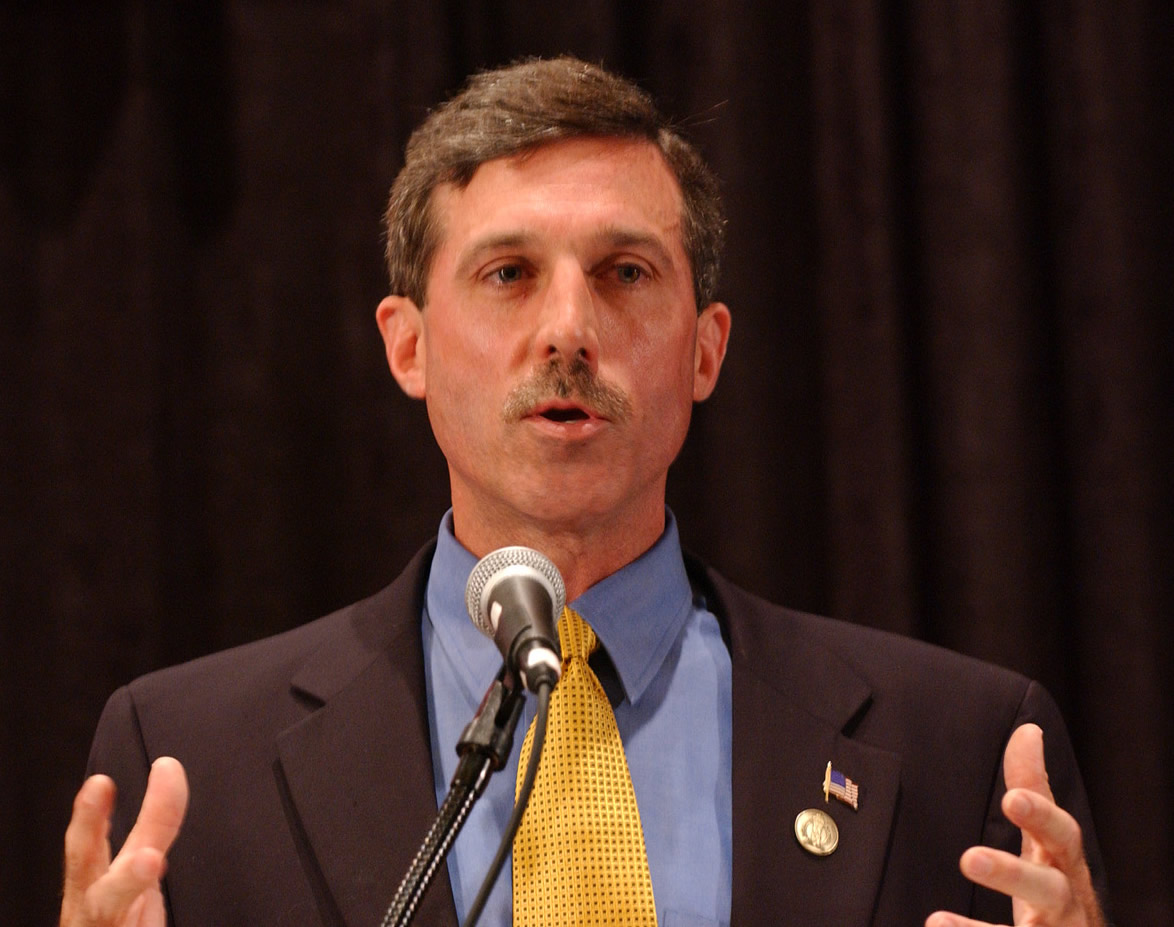
John Carney năm 2005.

John Carney được bầu làm Phó Thống đốc Delaware lần đầu tiên vào năm 2000 và phục vụ từ ngày 16 tháng 1 năm 2001 đến ngày 20 tháng 1 năm 2009. Với tư cách là Phó Thống đốc, John Carney chủ trì Thượng viện Tiểu bang Delaware và chủ trì Hội đồng ân xá. Bên cạnh đó, ông là Chủ tịch Ủy ban Chăm sóc Sức khỏe Delaware, Hội đồng Liên ngành về Đọc viết cho Người lớn, Hội đồng Tư pháp Hình sự, Trung tâm Công nghệ Giáo dục và Hội đồng Cố vấn Delaware. Năm 2002, ông đưa ra sáng kiến giáo dục Mô hình giáo dục xuất sắc (Models of Excellence in Education) để xác định những phương pháp thực hành trong các trường học, nâng cao thành tích của học sinh. Ông cũng được chọn làm Chủ tịch Hiệp hội Phó Thống đốc Quốc gia từ tháng 7 năm 2004 đến tháng 7 năm 2005.
John Carney từ lâu đã là người ủng hộ các vấn đề về sức khỏe ở Delaware, tài trợ cho BeHealthy Delaware và The Lt. Governor's Challenge để khuyến khích người dân Delaware tích cực hơn trong việc giải quyết tỷ lệ bệnh mãn tính cao của bang. Ông đã đấu tranh cho lệnh cấm hút thuốc công cộng của Delaware để cải thiện sức khỏe, cắt giảm tỷ lệ ung thư và không khuyến khích thanh thiếu niên bắt đầu hút thuốc. Sau khi hoàn thành nhiệm kỳ Phó Thống đốc vào năm 2009, ông giữ chức vụ Chủ tịch kiêm Giám đốc điều hành của Transformative Technologies, một công ty đang đầu tư vào dự án DelaWind, nhằm đưa việc xây dựng turbine gió ngoài khơi cho Delaware. Ông dự định từ chức vào đầu năm 2010 để tập trung cho chiến dịch tranh cử tại Hạ viện Hoa Kỳ của mình.

## Hạ viện Hoa Kỳ

### Tranh cử
John Carney là ứng cử viên của Đảng Dân chủ cho vị trí Hạ nghị sĩ đại diện Delaware trong Hạ viện Hoa Kỳ vào năm 2010. Ông đối mặt với ứng viên Đảng Cộng hòa Glen Urquhart, ứng viên Đảng Độc lập Delaware Earl R. Lofland, ứng viên Đảng Tự do Brent A. Wangen và ứng viên Đảng Blue Enigma Jeffrey Brown. Vị trí này đã được nắm giữ từ năm 1993 bởi Đảng Cộng hòa Michael Castle, người đã từ chối tái tranh cử vào Hạ viện để tranh cử Thượng viện Hoa Kỳ từng do Phó Tổng thống Joe Biden nắm giữ. Trong chiến dịch, vào tuần đầu tiên của tháng 10 năm 2010, Đại học Fairleigh Dickinson đã công bố kết quả nghiên cứu cho thấy John Carney tạm dẫn đầu với lợi thế 15 điểm so với Glen Urquhart, 51–36%. Chung cuộc, John Carney đạt được tỷ lệ 57–41% và trở thành Hạ nghị sĩ Hoa Kỳ vào ngày 03 tháng 1 năm 2011.
Trong cuộc tranh cử nhiệm kỳ thứ hai, John Carney phải đối mặt với ứng viên Đảng Cộng hòa Tom Kovach, Chủ tịch Hội đồng quận New Castle, và hai ứng cử viên khác. Trong một cuộc tranh luận với Tom Kovach, John Carney tuyên bố rằng sẽ tiếp tục làm việc ở Washington, D.C. giống như cái cách ông đã làm ở Delaware, hoạt động khắp nơi đi để hoàn thành công việc, hướng tới sự thỏa. Phát biểu về Đạo luật Bảo vệ Bệnh nhân và Chăm sóc Sức khỏe Hợp túi tiền, ông tuyên bố rằng đây không phải là đạo luật hoàn hảo nhưng là cơ hội duy nhất có thể để kiểm soát chi phí về sức khỏe xã hội. John Carney đã tái đắc cử với tỷ lệ 64–33%. Đến năm 2014, ông tiếp tục tái tranh cử nhiệm kỳ thứ ba, đã đánh bại ứng viên Rose Izzo của Đảng Cộng hòa với tỷ lệ 59–37%. Ông là Hạ nghị sĩ trong ba nhiệm kỳ, giai đoạn 2011 – 2017.

### Nhiệm kỳ

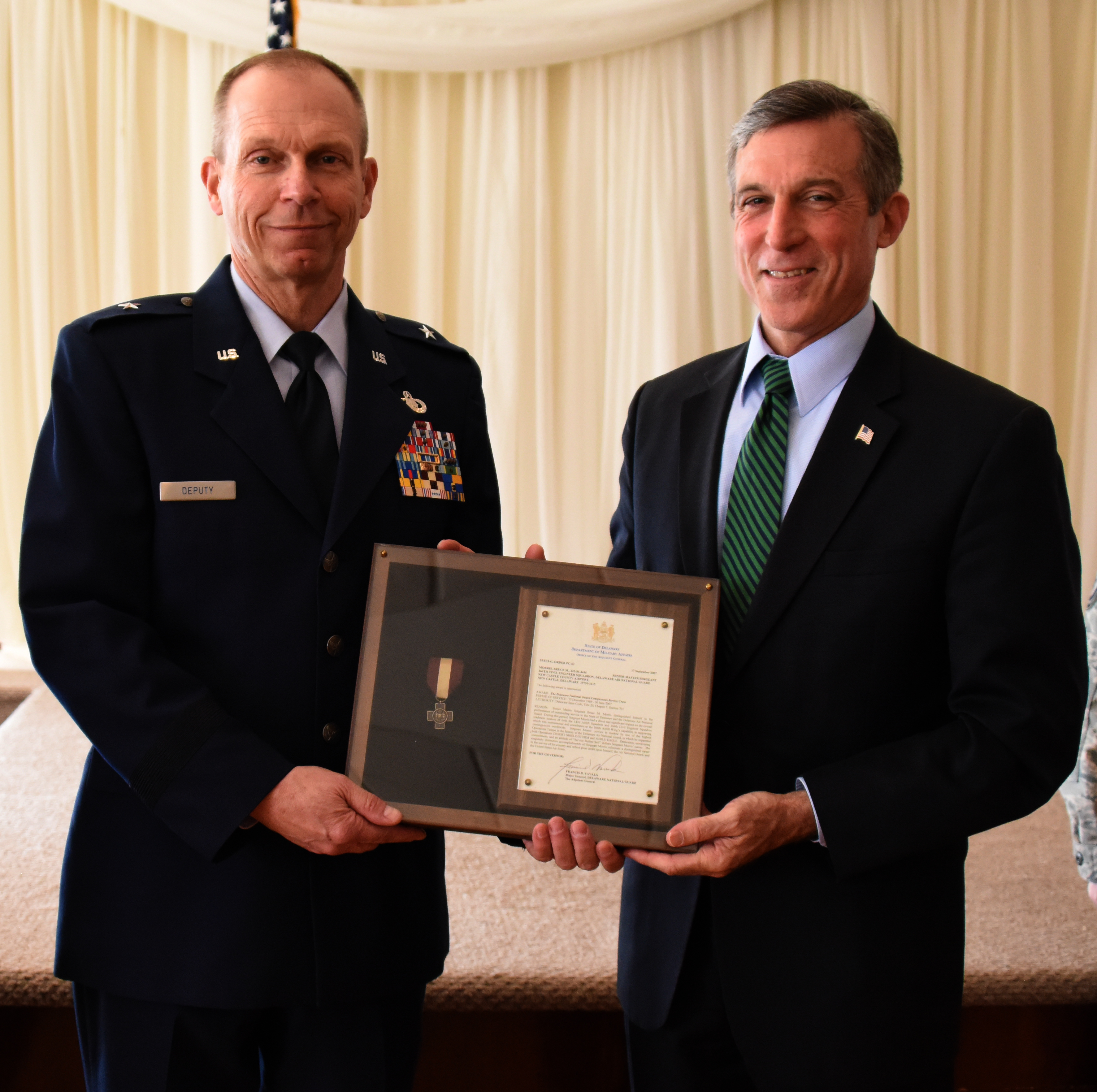
John Carvey và Thiếu tướng David E. Deputy năm 2017.

Trong những năm công tác ở Hạ viện Hoa Kỳ, John Carvay đã có nhiều hoạt động. Năm 2011, ông và Hạ nghị sĩ Aaron Schock thuộc Đảng Cộng hòa đến từ Illinois đã cùng ủng hộ một dự luật sử dụng thăm dò dầu khí của Hoa Kỳ để giúp tài trợ cho một dự án xây dựng đường cao tốc liên bang kéo dài năm năm. Ngày 07 tháng 4 năm 2014, ông đã giới thiệu Đạo luật Bảo hiểm sức khỏe người nước ngoài năm 2014 (HR 4414; Quốc hội khóa 113) tại Hạ viện. Dự luật sẽ miễn các kế hoạch chăm sóc sức khỏe cho người nước ngoài khỏi các Đạo luật Chăm sóc Giá cả phải chăng (PPACA). John Carney lập luận rằng người nước ngoài, một nhóm bao gồm doanh nhân, phi công và thuyền trưởng, thường đã có các kế hoạch chăm sóc sức khỏe chất lượng cao, đặc biệt được thiết kế để đáp ứng nhu cầu riêng của người nước ngoài. Mục tiêu các kế hoạch bảo hiểm y tế cho người nước ngoài cung cấp bảo hiểm cao cấp, mạnh mẽ cho các doanh nhân nước ngoài và những người khác làm việc bên ngoài đất nước của họ, giúp họ tiếp cận với mạng lưới các nhà cung cấp dịch vụ chăm sóc sức khỏe toàn cầu. Ông chỉ ra rằng việc yêu cầu các nhà cung cấp dịch vụ chăm sóc sức khỏe người nước ngoài của Mỹ đáp ứng các yêu cầu về thuế và báo cáo của PPACA sẽ khiến họ gặp bất lợi cạnh tranh không công bằng so với các công ty nước ngoài cung cấp các dịch vụ chăm sóc sức khỏe tương tự.
Bên cạnh đó, trong ba kỳ Quốc hội, ông công tác ở Ủy ban Dịch vụ tài chính Hạ viện, gồm các tiểu ban: Tiểu ban Thị trường vốn và Doanh nghiệp được Chính phủ tài trợ; Tiểu ban Chính sách tiền tệ và Thương mại; Tiểu ban Giám sát và Điều tra Hạ viện.

## Thống đốc Delaware

### Tranh cử
Delaware là một trong những tiểu bang nghiêng hẳn về phe Dân chủ từ những năm 1990, và cũng là bang xuất phát của Tổng thống thứ 46 Joe Biden. Vào năm 2008, John Carney đã tham gia tranh cử ở bầu cử sơ bộ, nhằm trở thành ứng viên của Đảng Dân chủ cho chức vụ Thống đốc, vì Thống đốc đương nhiệm Ruth Ann Minner hết nhiệm kỳ. Ông cùng Tom Carper và Ruth Ann Minner đã công tác liên kết cùng nhau trong nhiều năm, khi Tim Carper là Thống đốc thì Ruth Ann Minner là Phó Thống đốc, ông là Bộ trưởng Tài chính kiêm Phó Chánh văn phòng; ông cũng là Phó Thống đốc kế nhiệm khi Ruth Ann Minner trở thành Thống đốc. Tuy nhiên, bất chấp sự ủng hộ của nhiều bên, John Carney đã thua cuộc bầu cử sơ bộ của Đảng Dân chủ trước Bộ trưởng Ngân khố Delaware Jack Markell, chỉ hơn 1.700 phiếu, người đã giành chiến thắng trong cuộc tổng tuyển cử sau đó. Năm 2016, John Carney một lần nữa quay trở lại tranh cử Thống đốc, tìm kiếm đề cử của Đảng Dân chủ khi Thống đốc đương nhiệm Jack Markell hết nhiệm kỳ. John Carney đã giành chiến thắng trong cuộc bầu cử sơ bộ của Đảng Dân chủ và tiếp tục giành chiến thắng trong cuộc tổng tuyển cử 2016, tiếp tục chiến thắng và tái đắc cử trong tổng tuyển cử 2020.

### Nhiệm kỳ
John Carney tuyên thệ nhậm chức Thống đốc Delaware vào ngày 17 tháng 1 năm 2017. Vào ngày 12 tháng 7 năm 2017, sau khi ký Sắc lệnh 11 để tái lập Nhóm Tư vấn Công lý Vị thành niên, John Carney tuyên bố rằng cơ quan Công lý Vị thành niên sẽ giúp chúng tiểu bang tạo ra một môi trường mà tất cả trẻ em Delaware đều có cơ hội thành công. Lệnh điều hành này có mục đích nạp lại năng lượng, kích thích lại nhóm để tìm ra các giải pháp phù hợp cho xã hội thanh thiếu niên. Ngày 20 tháng 7, ông đã phủ quyết một dự luật của Hạ viện Delaware xóa bỏ bán kính năm dặm của các trường bán công Delaware với ưu tiên tuyển sinh và loại bỏ học sinh ở Wilmington, ông cho rằng dự luật này tác động tiêu cực đến một số học sinh dễ bị tổn thương nhất trong xã hội.
Vào ngày 13 tháng 10 năm 2017, trước việc Tổng thống Donald Trump chấm dứt việc cắt giảm chia sẻ chi phí trong hệ thống chăm sóc sức khỏe của Mỹ, John Carney khẳng định lựa chọn này sẽ dẫn đến việc nhiều người không có bảo hiểm hơn ở tiểu bang Delaware, đồng nghĩa với việc tăng phí bảo hiểm cho tất cả các tiểu bang và cam kết ông sẽ làm việc với Hạ viện Delaware để trả lại các khoản giảm chia sẻ chi phí. Vào tháng 4 năm 2019, John Carney đã ân xá cho Barry Croft, một cư dân khu vực Bear, người đã thụ án ba năm vì sở hữu một khẩu súng trong quá trình phạm trọng tội, cụ thể vào tháng 10 năm 2020, Barry Croft bị bắt và bị buộc tội liên bang vì liên quan đến âm mưu bắt cóc nhằm vào Thống đốc Michigan Gretchen Whitmer. Vào ngày 12 tháng 3 năm 2020, một ngày sau khi trường hợp COVID-19 đầu tiên được báo cáo tại bang, John Carney đã tuyên bố Tình trạng Khẩn cấp cho bang Delaware do mối đe dọa sức khỏe cộng đồng. Ông đã đưa ra một loạt tuyên bố để ứng phó với Đại dịch COVID-19 ở Delaware.

## Lịch sử tranh cử
John Carney đã trải qua tám cuộc bầu cử ở các vị trí Phó Thống đốc, Hạ nghị sĩ Hoa Kỳ và Thống đốc Delaware. Ông đã chiến tháng bảy cuộc bầu cử, thất bai cuộc bầu cử 2008. Các cuộc bầu cử được tổ chức vào thứ Ba đầu tiên sau ngày 01 tháng 11, Phó Thống đốc, Thống đốc chính thức nhậm chức vào thứ Ba, tuần thứ ba của tháng Giêng với nhiệm kỳ bốn năm. Dân biểu Hoa Kỳ nhậm chức ngày 03 tháng Giêng và có nhiệm kỳ hai năm.
| 2000 | Phó Thống đốc  | Chung | John Carney | Đảng Dân chủ | 193.348 | 62%   | Dennis J. Rochford | Đảng Dân chủ | 119.943 | 38%   |
| 2004 | Phó Thống đốc  | Chung | John Carney | Đảng Dân chủ | 218.272 | 62%   | James P. Ursomarso | Đảng Dân chủ | 127.425 | 36%   |
| 2008 | Thống đốc      | Sơ bộ | John Carney | Đảng Dân chủ | 36.112  | 49%   | Jack Markell       | Đảng Dân chủ | 37.849  | 51%   |
| 2010 | Hạ viện Hoa Kỳ | Chung | John Carney | Đảng Dân chủ | 173.443 | 57%   | Glen Urquhart      | Đảng Dân chủ | 125.408 | 41%   |
| 2012 | Hạ viện Hoa Kỳ | Chung | John Carney | Đảng Dân chủ | 249.905 | 64%   | Tom Kovach         | Đảng Dân chủ | 129.749 | 33%   |
| 2014 | Hạ viện Hoa Kỳ | Chung | John Carney | Đảng Dân chủ | 137.251 | 59%   | Rose Izzo          | Đảng Dân chủ | 85.146  | 37%   |
| 2016 | Thống đốc      | Chung | John Carney | Đảng Dân chủ | 248.404 | 58%   | Colin Bonini       | Đảng Dân chủ | 166.852 | 39%   |
| 2020 | Thống đốc      | Chung | John Carney | Đảng Dân chủ | 292.903 | 59,5% | Julianne Murray    | Đảng Dân chủ | 190.312 | 38,6% |

## Đời tư
John Carney và vợ, Tracey Quillen Carney có hai con trai là Sam Carnay và Jimmy Carney. Họ theo học Trường Wilmington. Sam Carney tốt nghiệp Đại học Clemson, trong khi Jimmy Carney là chuyên ngành Khoa học máy tính tại Đại học Tufts.